# Tann (Rhön)
Tann (Rhön) este o comună din landul Hessa, Germania.
It is situated in the Rhön-Mountains, 27 km northeast of Fulda. It is an accredited Stațiune balneară at the Ulster River.

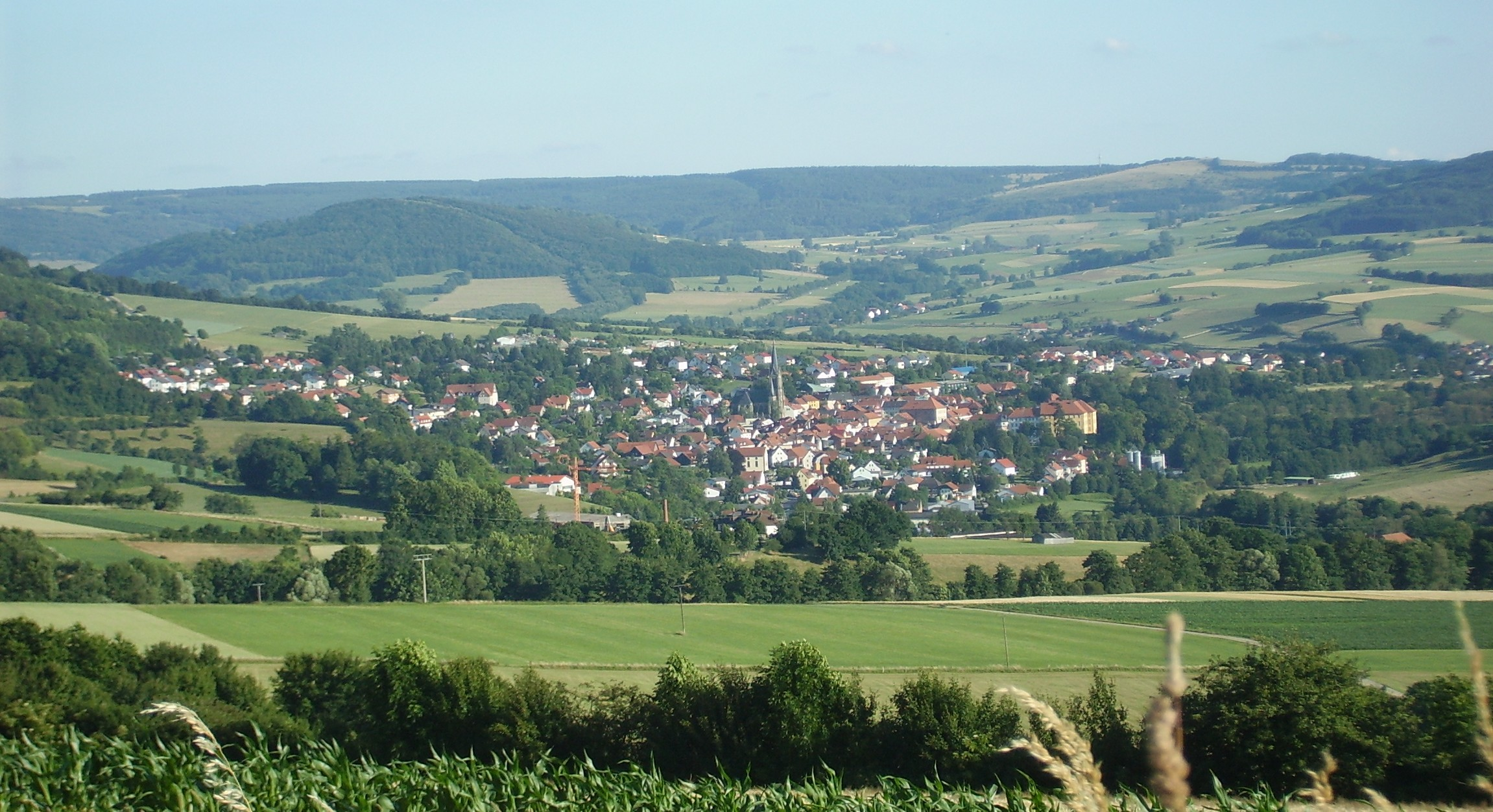
Landscape of Tann (View from Northeast)

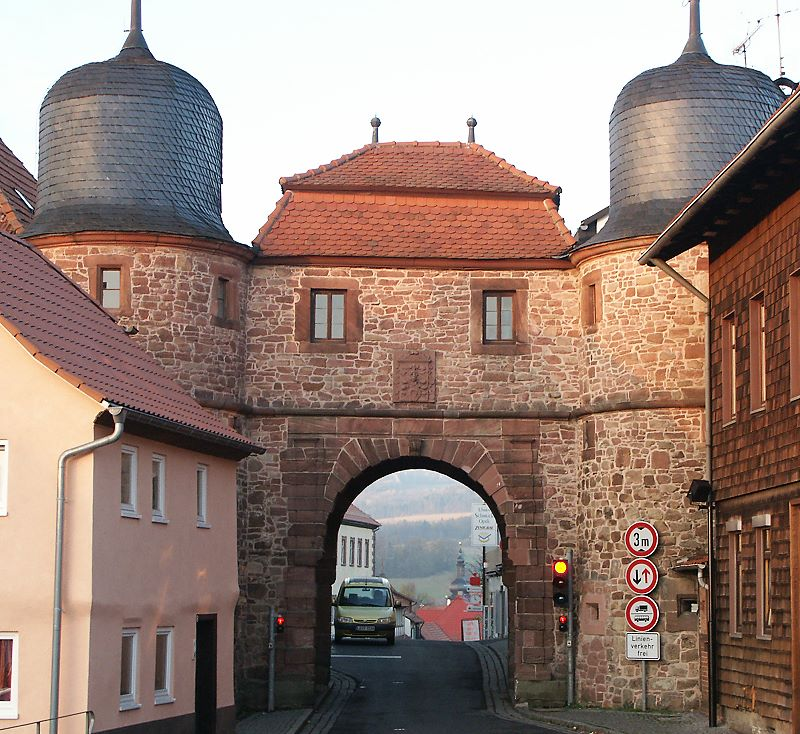
City gate of Tann (built 1557–1563)

1. ↑  Alle politisch selbständigen Gemeinden mit ausgewählten Merkmalen am 31.12.2018 (4. Quartal) (în germană), Statistisches Bundesamt[*], arhivat din original la 10 martie 2019, accesat în 10 martie 2019